# Unculabes arganoi
Unculabes arganoi är en mångfotingart som beskrevs av Shear 1974. Unculabes arganoi ingår i släktet Unculabes och familjen Rhachodesmidae. Inga underarter finns listade i Catalogue of Life.